# Sunday Night Orchestra
Das Sunday Night Orchestra (andere Namen: Dejan Terzic's Sunday Night Orchestra / Terzic's Sunday Night Orchestra / SNO) ist eine Jazz-Big Band in Nürnberg.
Das Orchester wurde 1994 von Dejan Terzic und Sebastian Strempel als wöchentlich (!) auftretendes Big Band Ensemble gegründet; Daher die Namensgebung in Anlehnung an The Monday Night Orchestra, New York; weitere Gründungsmitglieder sind u. a. Ralf Hesse, Jürgen Hahn, Edwin Göppel, Jürgen Neudert, Gerhard Gschlößl, Johannes Herrlich, Ralph Bauer, Oliver Leicht, Lutz Häfner, Norbert Emminger, Hubert Winter, Christian Weidner, Markus Schieferdecker und Bernhard Pichl. Die Band tritt einmal monatlich in der Nürnberger Tafelhalle auf. Anfang 2001 hatte Ed Partyka die musikalische Leitung des Orchesters übernommen, gefolgt von Jürgen Neudert (der die Formation seit 2009 leitet).
In der Vergangenheit arbeitete das Orchester auch mehrfach mit Maria Schneider zusammen und führte sowohl klassische Arrangements von Gil Evans als auch neue Werke von Frank Reinshagen, Torsten Maaß, Ed Partyka, Ralf Hesse, Peter Fulda, Thomas Zoller, Jürgen Friedrich, Katharina Thomsen und Marco Lackner auf.

## Diskografische Hinweise
- Dejan Terzic's Sunday Night Orchestra Featuring Jerry Bergonzi (Mons, 1995)
- Voyage out (Mons, 1998)
- It's Only Life (Mons, 1999)
- Music Without Words (Double Moon, 2003)
- Overcast – The Music of Ed Partyka (Mons, 2006)
- Moaning Songs (MetropolMusik, 2010)
- Different Faces (Wavehouse-Music 2014)

## Preise/Auszeichnungen
Das Orchester erhielt 1996 das Nürnberg-Stipendium im Rahmen des Preises der Stadt Nürnberg, 2004 den Bayerischen Kunstförderpreis und 2006 den Wolfram-von-Eschenbach-Preis.